# Giorgio Mazzanti
Giorgio Mazzanti (Milano, 11 agosto 1928 – Milano, 7 maggio 2023) è stato un chimico e dirigente pubblico italiano.

## Biografia
Dopo la laurea in Chimica fisica all'Università di Firenze (1951) ha lavorato all'Istituto di Chimica Industriale del Politecnico di Milano, allora diretto da Giulio Natta, occupandosi dapprima di ricerche di base nel campo della catalisi eterogenea, e dal 1954, di ricerche nel settore delle polimerizzazioni stereospecifiche.
In quasi tutti i brevetti (particolarmente quelli depositati durante gli anni 1954, 1955 e 1956) riguardanti nuovi materiali polimerici, tra cui il polipropilene isotattico (nome commerciale in Italia: moplen), figura fra gli inventori insieme a Giulio Natta. Per le ricerche nel settore delle polimerizzazioni stereospecifiche a Giulio Natta viene assegnato il premio Nobel nel 1963.
È anche uno degli inventori delle gomme etilene-propilene (nome commerciale in Italia: dutral). Attualmente il polipropilene che aveva conosciuto il successo commerciale con il marchio Moplen, è nel mercato mondiale la seconda materia plastica per volume di produzione; i copolimeri etilene-propilene sono la seconda gomma sintetica.
Mazzanti ottenne la libera docenza in Chimica industriale (1958) e divenne professore incaricato al Politecnico di Milano per l'insegnamento di Chimica industriale al corso di laurea di Ingegneria chimica. È stato membro del “Comitato per la Chimica” del Consiglio Nazionale delle Ricerche.
A partire dal 1965, ridusse gradatamente l'impegno a tempo pieno nella ricerca accademica per aumentare quello manageriale nel settore industriale. Entrò nel Gruppo Montecatini nel 1963, e fu nominato direttore generale della Divisione ricerche. Mantenne l'incarico fino al 1968, per poi diventare direttore generale per le Divisioni Ricerche e Ingegneria nella neonata Montedison. Nel 1970 fu nominato amministratore delegato della Montedison, con la responsabilità del settore chimico di tutto il gruppo. Passò quindi all'ENI come direttore generale (1973-1975), vicepresidente esecutivo (1975-1979) e presidente (1979-1980).
La sua carriera al vertice delle partecipate statali fu gravemente compromessa dal coinvolgimento nel caso Eni-Petronim, nel 1979, e, l'anno successivo, dal rinvenimento del suo nome tra gli iscritti alla loggia massonica P2, con la tessera 454.
Negli anni ottanta ha lavorato ai vertici italiani della Tamoil e in seguito come consulente strategico nei settori petroliferi e dell'energia.

### Il caso Eni-Petromin
Nel 1979 Mazzanti fu travolto dallo scandalo Eni-Petromin: l'Eni pagò una tangente del 7% per un vantaggioso contratto petrolifero con la società saudita. Il governo avallò il pagamento, ma quando lo scandalo esplose e l'Arabia Saudita sospese la fornitura sostenendo di non aver nulla a che fare con il "contratto parallelo" Mazzanti fu sospeso e successivamente assolto da ogni accusa ma costretto a dimettersi, mentre il governo Cossiga poneva sulla vicenda il segreto di Stato.

A seguito del ritrovamento di carte sulla vicenda Eni-Petromin tra i documenti in possesso di Licio Gelli, il Parlamento riprese le indagini nel 1982.

Nel 1984 il mediatore del contratto tra Eni e Petromin, l'iraniano Parviz Mina, ammise che il denaro era andato tutto ai sauditi, tranne una piccola parte destinata a lui, ma disse di non poter dire di più perché rischiava la vita. Nella memoria collettiva però si continuò a credere che la vicenda nascondesse un ritorno di soldi ai partiti italiani, per il tramite della loggia massonica P2, alla quale lo stesso Mazzanti aveva aderito "per disperazione dopo essere stato sospeso dalla presidenza dell'Eni", disse.

Nel 2009 il libro L'intrigo saudita del giornalista Donato Speroni, ex direttore per le relazioni esterne dell'Eni, ricostruì minuziosamente la vicenda dimostrando l'innocenza di Mazzanti: una tesi accolta anche da storici come Paolo Mieli e Giorgio Galli e da protagonisti politici che all'epoca erano collocati in posizione colpevolista, come Giorgio La Malfa e Marcello Crivellini. In un'intervista pubblicata nel libro, l'ex presidente della repubblica Francesco Cossiga dichiara che la tangente servì in larga misura ai sauditi per finanziare il movimento palestinese.